# حاجو
حاجو هي قرية في مقاطعة ماكو، إيران. يقدر عدد سكانها بـ 249 نسمة بحسب إحصاء 2016.